# فرودگاه بین‌المللی هویز-بالاتون
فرودگاه بین‌المللی هویز-بالاتون یا شارمِللِک (به مجاری: Hévíz-Balaton Repülőtér) (به انگلیسی: Hévíz–Balaton Airport) یک فرودگاه همگانی با کد یاتا SOB است که یک باند فرود بله دارد و طول باند آن بتن متر است. این فرودگاه در کشور مجارستان قرار دارد و در ارتفاع ۱۲۴ متری از سطح دریا واقع شده است.

## شرکت‌های هواپیمایی و مقصدهای پروازی
| شرکت‌های هواپیمایی | مقصدهای پروازی                                     |
| ----------------- | -------------------------------------------------- |
| چک ایرلاینز       | فصلی: برلین شونفلد، دوسلدورف، هامبورگ، پراگ رازیون |
| فری‌برد ایرلاینز   | چارتر فصلی: آنتالیا                                |
| جرمنیا            | فصلی: درسدن، ارفورت-وایمار، لایپزیگ/هال            |
| لوفت‌هانزا         | فصلی: فرانکفورت                                    |
| یوتی‌ایر اوییشن    | فصلی: ونوکووا                                      |